# Топчієв Дмитро Миколайович
Дмитро́ Микола́йович Топчі́єв (нар. 25 вересня 1966, м. Нікополь, Дніпропетровська область) — колишній радянський та український футболіст. Виступав на позиції півзахисника. Гравець збірної України.

## Біографія

### Клубна кар'єра
Дмитро Топчієв народився в Нікополі, Дніпропетровської області, де й розпочав свою футбольну кар'єру, на професійному рівні почав грати за «Уралець» у період з 1984 по 1987 рік. У середині 1987 року повів один поєдинок у складі тюменського «Геолога», а вже наступний сезон розпочав в українському клубі «Торпедо» (Запоріжжя). Перебування у автозаводській команді було доволі нетривалим через перехід Топчієва до нікопольського «Колоса», що тоді саме змагався за збереження прописки у першій лізі. На жаль, нікопольцям не вдалося виконати це завдання, тож наступні три роки Дмитро разом з командою брали участь у друголіговій першості. За цей час Топчієв значно виріс у професійному плані, будучи одним з найкращих на полі у «Колосі», тож не дивно, що ним почали цікавитися сильніші клуби.

У першому чемпіонаті незалежної України виступав за дві команди — спочатку грав за луцьку «Волинь», а потім вдягнув футболку львівських «Карпат». У середині сезону 1992/93 перейшов до складу київського «Динамо», де здобув золоті нагороди чемпіонату України та Кубок країни (при цьому, Топчієв став першим гравцем, хто зіграв у одному розіграші і у складі володарів кубка, і у складі фіналістів).

Після нетривалого перебування у київському ЦСКА перейшов до «Дніпра», який тренував Бернд Штанге. Німецький спеціаліст здебільшого використовував Топчієва на позиції опорного півзахисника. Однак у Дніпропетровську щось не склалося і транзитом через «Карпати» Дмитро повернувся до майже рідного Нікополя. Проте досвідчений гравець відчував, що може проявити себе на більш високому рівні, тож коли виник варіант з кіровоградською «Зіркою» — погодився без роздумів.

Залишивши Кіровоград, Топчієв вирішити спробувати легіонерського хліба, перейшовши до російського «Уралмашу». Зігравши три матчі у чемпіонаті першої ліги Росії, перейшов до «Спартака» з Нальчика, де йому вдалося доволі непогане завершення сезону. Однак по завершенні футбольного року в Росії Топчієв вирішив повернутися до України, щоб продовжити виступи у складі запорізького «Металурга», який тоді очолював Мирон Маркевич. Однак це була не остання його поява у чемпіонаті наших північних сусідів — футбольна доля після Запоріжжя занесла Дмитра до Калінінграда, де він провів за місцеву «Балтику» всього один матч.

Наступним клубом у біографії Топчієва стала добре знайома йому луцька «Волинь», у формі якої Дмитро встиг пограти і у першій, і у вищій лізі. Однак конкуренції з більш молодими гравцями та темпу прем'єрного дивізіону 36-річний півзахисник вже не витримував, тож вирішив спробувати свої сили в казахстанському футболі. Незабаром після від'їзду з Луцька у його футбольній кар'єрі виник клуб «Актобе-Ленто» з Актобе, якому він допоміг посісти п'яте місце у національному чемпіонаті.

Завершивши виступи за професійні клуби, Топчієв певний час грав за різні аматорські колективи, такі як «Гірник» (Кривий Ріг), «КЗЕЗО» (Каховка) та «Колос» (Нікопольський р-н). Зрештою, у 2006 році припинив активні виступи, продовжуючи час від часу брати участь у змаганнях ветеранів, захищаючи кольори дніпропетровського «Дніпра» та команди з Нікополя.

### Виступи у збірній
Усього в складі національної збірної України Дмитро Топчієв провів п'ять поєдинків, дебютувавши у грі зі збірною Білорусі (1:1) 28 жовтня 1992 року.
| 01. | 28.10.1992 | Білорусь | «Динамо», Мінськ               | Білорусь | 1-1 | Товариський матч |  |  |  |
| 02. | 27.04.1993 | Україна  | Центральний стадіон ЧМП, Одеса | Ізраїль  | 1-1 | Товариський матч |  |  |  |
| 03. | 26.06.1993 | Хорватія | «Максимір», Загреб             | Хорватія | 3-1 | Товариський матч |  |  |  |
| 04. | 20.10.1993 | Мексика  | «Джек Меффі», Сан-Дієго        | Мексика  | 2-1 | Товариський матч |  |  |  |
| 05. | 23.10.1993 | США      | «Гудвінстадіум», Бетлехем      | США      | 0-1 | Товариський матч |  |  |  |

## Досягнення
- Дворазовий чемпіон України (1992/93,1993/94)
- Дворазовий бронзовий призер чемпіонату України (1994/95,1995/96)
- Володар Кубка України (1992/93)
- Фіналіст Кубка України (1994/95)